# مایکل گریوز
مایکل گریوز (به انگلیسی: Michael Graves) (زادۀ ۹ ژوئیه ۱۹۳۴ میلادی – درگذشتۀ ۱۲ مارس ۲۰۱۵ میلادی)، معمار و طراح برجستهٔ آمریکایی بود.
وی یکی از ۵ معمار بزرگ نیویورک در تاریخ معماری آمریکا بوده، و دانش آموخته دانشگاه هاروارد و دانشگاه سینسینتی بود و نزدیک به چهل سال استاد معماری دانشگاه پرینستون بود.
در پی فلج جزیی خود در سال ۲۰۰۳ میلادی، گریوز به یک طرفدار شناخته شده بین‌المللی در زمینۀ طراحی مراقبت‌های بهداشتی تبدیل شد.
مایکل گریوز برای کارهای معماری خود از موسسه معماران امریکایی و همچنین بالاترین جایزه خود، مدال طلای جایزه معماری ای‌آی‌ای را در سال ۲۰۰۱ میلادی دریافت کرد.
نیویورک تایمز مایکل گریوز را به عنوان یکی از برجسته‌ترین و پرکارترین معماران آمریکایی قرن بیستم معرفی کرد.

## نگاره برخی آثار

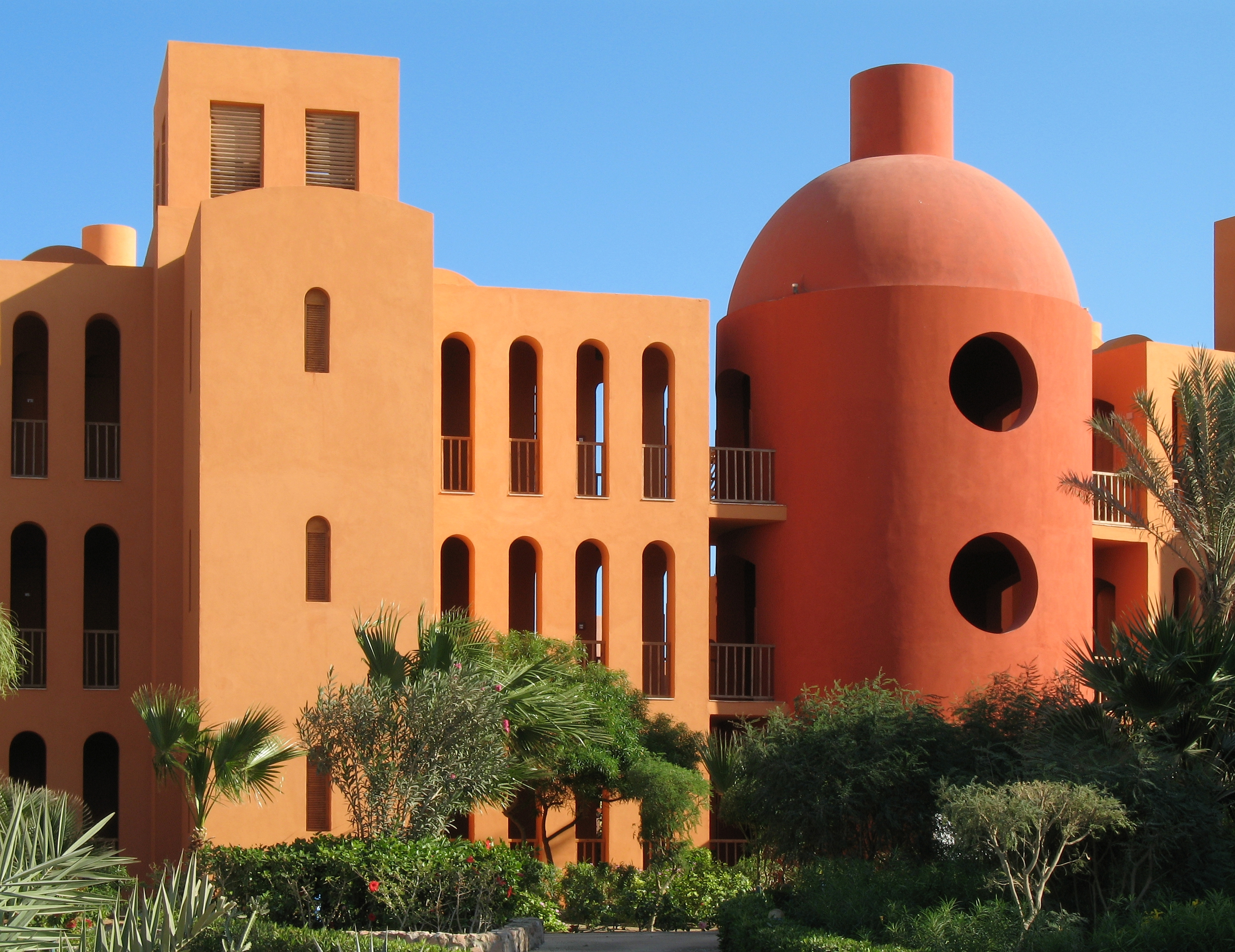
«هتل استاینبرگر» در اسرائیل در کرانه دریای سرخ.
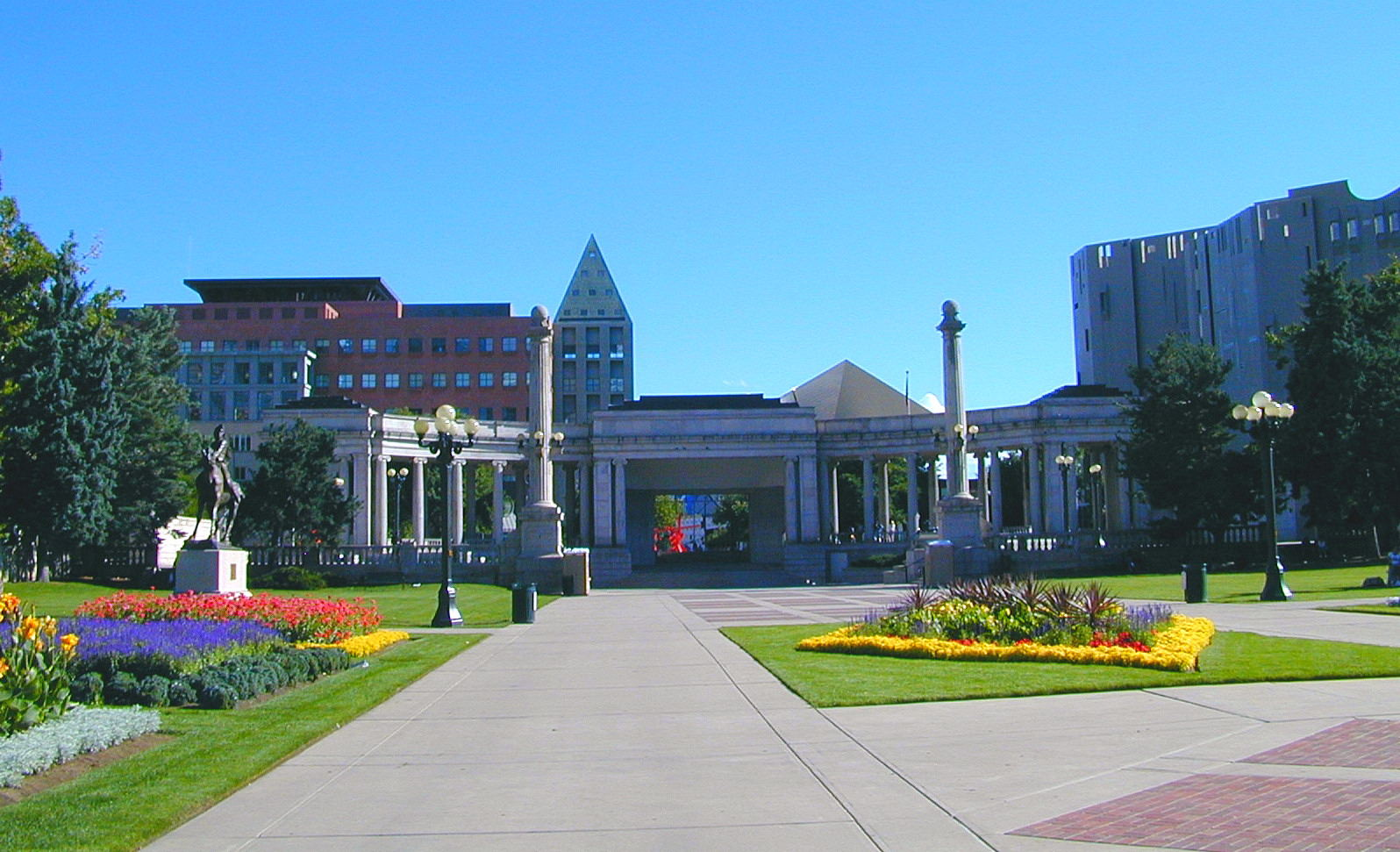
کتابخانه عمومی دنور
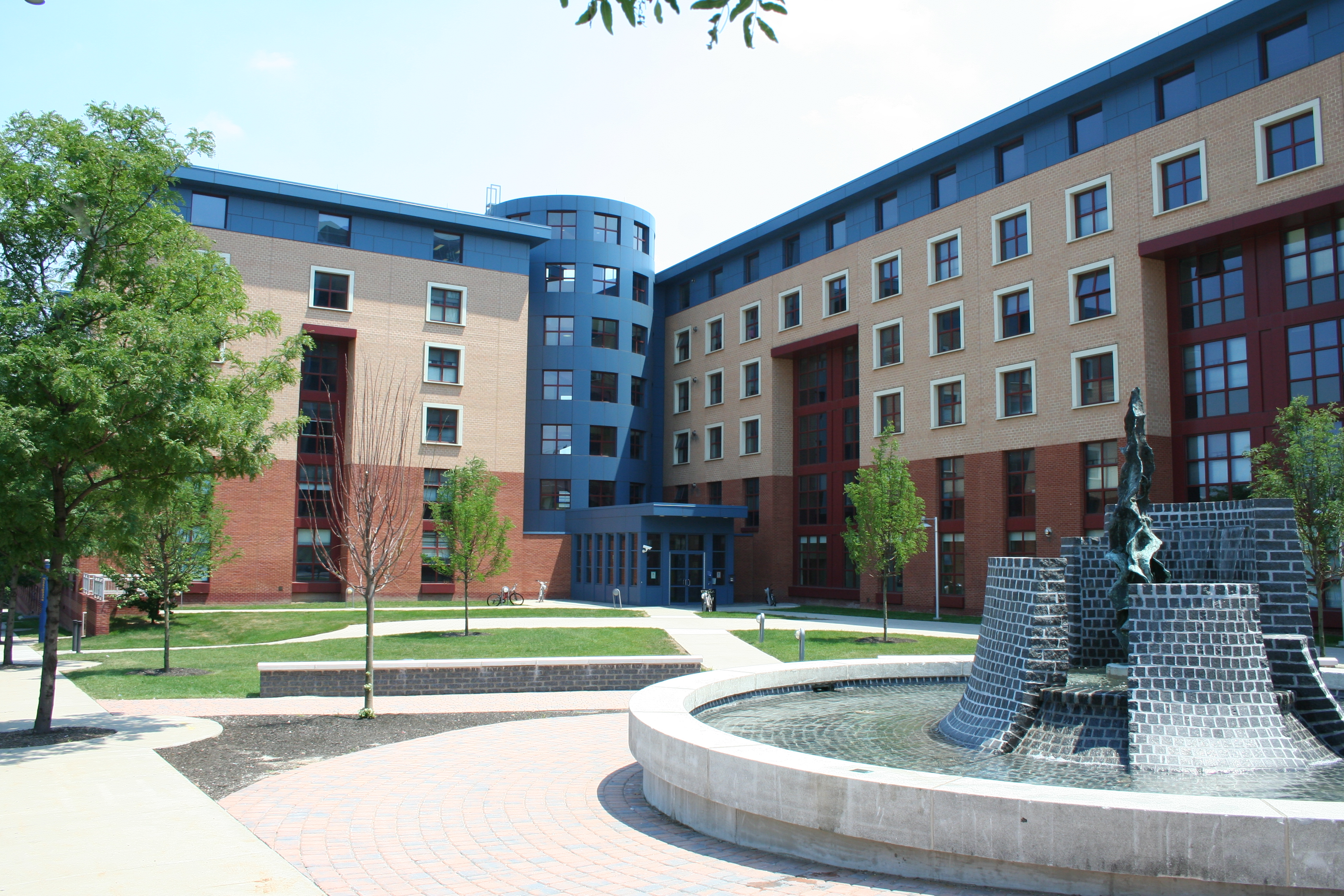
یکی از خوابگاه‌های دانشگاه درکسل.